# Länsresidenset i Jönköping
Länsresidenset i Jönköping är en byggnad vid Rådhusparken i Jönköping, som inrymmer bostads- och representationslokaler för landshövdingen i Jönköpings län . Byggnaden förvaltas av Statens fastighetsverk och är byggnadsminne sedan 1974.

## Historik
Byggnaden uppfördes åren 1884–1886 efter ritningar av Johan Fredrik Åbom på den plats där Jönköpings slott hade stått innan detta förstördes vid en brand 1737. Det ersatte Gamla länsresidenset på Östra Storgatan.
Tillbyggnader genomfördes i början av 1900-talet och på 1920-talet. Den senaste större restaureringen genomfördes åren 1998–1999.